# Tadeusz Stadnikiewicz
Tadeusz Stadnikiewicz (ur. 28 listopada 1887 w Pisanowie, zm. 22 marca 1950) – polski inżynier górniczy, oficer rezerwy Wojska Polskiego, konsul honorowy Łotwy w Katowicach od 1937 roku.

## Życiorys
Urodził się 28 listopada 1887 w Pisanowie, jako syn Alfreda i Jadwigi, z d. Leszczyńskiej. Uczył się w I Gimnazjum im. ks. Stanisława Konarskiego w Rzeszowie. Ukończył studia na Akademii Górniczej w Leoben z tytułem inżyniera. Podczas I wojny światowej służył w szeregach c. i k. armii w stopniu podporucznika rezerwy artylerii; w połowie 1916 otrzymał po raz drugi najwyższe pochwalne uznanie od cesarza Franciszka Józefa I. Po odzyskaniu przez Polskę niepodległości został przyjęty do Wojska Polskiego. Został awansowany do stopnia porucznika rezerwy artylerii ze starszeństwem z dniem 1 czerwca 1919. Był oficerem rezerwowym jednostki w Warszawie, w 1923 pod nazwą dywizjon artylerii zenitowej, a w 1924 1 pułk artylerii przeciwlotniczej.
Został zawiadowcą powołanej 10 września 1925 spółki z o.o. „Providentia” w Katowicach. Został zaliczony przez Zbigniewa Landaua do oligarchii finansowej II RP w 1928 roku (z tym, że sam autor uważał swoje ustalenia za wstępne, nazywał je hipotezą roboczą i zastrzegał, że „Znacznie trudniej jest znaleźć potwierdzenie słuszności doboru określonych osób do grupy „oligarchów”. Brak bowiem istotnego elementu – określenia wielkości kapitałów własnych posiadanych przez poszczególne osoby”). Zasiadał wówczas we władzach sześciu spółek o łącznym kapitale 74,4 mln złotych. Pełnił funkcję dyrektora kopalni „Eminencja” w katowickiej dzielnicy Dąb, po czym w styczniu 1929 objął stanowisko starszego dyrektora kopalń, należących do koncernu Friedenshütte Sp. Akc. i Zakłady Przemysłowe Mikołaja hr. Ballestrema. W latach 30. był dyrektorem Zakładów Przemysłowych Mikołaja hr. Ballestrema Katowicach. Do 1939 był dyrektorem generalnym przedsiębiorstwa „Godula SA Wirek. Kopalnie S. A. i O. T. A.” w Katowicach.
W 1933, pełniąc stanowisko wiceprezesa Związku Pracodawców Województwa Śląskiego zasiadł był członkiem Komitetu Obywatelskiego Pożyczki Narodowej. 8 czerwca 1934 został ponownie wybrany prezesem Związku Pracodawców Górnośląskiego Przemysłu Górniczo-Hutniczego w Katowicach. Pełnił stanowisko wiceprezesa Unii Polskiego Przemysłu Górniczo-Hutniczego z siedzibą w Katowicach, utworzonej w 1932. Pod koniec 1934, pełnił funkcję członka zarządu Godulla SA Chebzie został wybrany radcą sekcji przemysłowej Izby Przemysłowo-Handlowej w Katowicach. Był członkiem Stowarzyszenia Polskich Inżynierów Górniczych i Hutniczych. Od 1928 był członkiem Małopolskiego Towarzystwa Łowieckiego z siedzibą w Krakowie. W 1930 zasiadł w komitecie budowy laboratorium maszynowego przy Akademii Górniczo-Hutniczej w Krakowie.
W czasie II wojny światowej przebywał m.in. w Portugalii. Po wojnie pozostał na emigracji, kierował komitetem technicznym spółki Anglo-Polish Reconstruction.
Zmarł 22 marca 1950, został pochowany w Londynie, na Cmentarzu Katolickim St. Mary.

## Ordery i odznaczenia
- Krzyż Kawalerski Orderu Odrodzenia Polski (11 listopada 1937)[29]